# Élections législatives de 1962 en Loir-et-Cher
Les élections législatives françaises de 1962 se déroulent les 18 et 25 novembre 1962. Dans le département de Loir-et-Cher, trois députés sont à élire dans le cadre de trois circonscriptions.

## Élus
| Circonscription | Député sortant         | Parti | Parti | Député élu ou réélu | Parti | Parti   |
| --------------- | ---------------------- | ----- | ----- | ------------------- | ----- | ------- |
| 1re             | André Burlot           |       | MRP   | Roger Goemaere      |       | UNR-UDT |
| 2e              | Pierre Comte-Offenbach |       | UNR   | Kléber Loustau      |       | SFIO    |
| 3e              | Pierre Mahias          |       | MRP   | Gérard Yvon         |       | SFIO    |

## Résultats

### Résultats à l'échelle du département
| Parti          | Parti                                          | Premier tour | Premier tour | Second tour | Second tour | Sièges |
| Parti          | Parti                                          | Voix         | %            | Voix        | %           | Sièges |
| -------------- | ---------------------------------------------- | ------------ | ------------ | ----------- | ----------- | ------ |
|                | Union pour la nouvelle République (UDT)        | 30 011       | 29,61        | 34 142      | 29,73       | 1      |
|                | Modérés                                        | 1 178        | 1,16         |             |             | 0      |
|                | Majorité présidentielle                        | 31 189       | 30,77        | 34 142      | 29,73       | 1      |
|                |                                                |              |              |             |             |        |
|                | Mouvement républicain populaire                | 20 544       | 20,27        | 29 781      | 25,93       | 0      |
|                | Centre national des indépendants et paysans    | 4 901        | 4,84         | Retrait     | Retrait     | 0      |
|                | Centre démocratique                            | 25 445       | 25,10        | 29 781      | 25,93       | 0      |
|                |                                                |              |              |             |             |        |
|                | Parti communiste français                      | 21 197       | 20,91        | 12 885      | 11,22       | 0      |
|                | Section française de l'Internationale ouvrière | 17 287       | 17,06        | 38 039      | 33,12       | 2      |
|                | Parti socialiste unifié                        | 4 292        | 4,23         | Retrait     | Retrait     | 0      |
|                | Union et fraternité française                  | 1 476        | 1,46         |             |             | 0      |
|                | Parti radical                                  | 469          | 0,46         | 0           |             |        |
|                |                                                |              |              |             |             |        |
| Inscrits       | Inscrits                                       | 158 336      | 100,00       | 159 281     | 100,00      | 3      |
| Abstentions    | Abstentions                                    | 53 030       | 33,49        | 40 322      | 25,32       |        |
| Votants        | Votants                                        | 105 306      | 66,51        | 118 959     | 74,68       |        |
| Blancs et nuls | Blancs et nuls                                 | 3 951        | 3,75         | 4 112       | 3,46        |        |
| Exprimés       | Exprimés                                       | 101 355      | 96,25        | 114 847     | 96,54       |        |

### Résultats par circonscription

#### Première circonscription (Blois)
| Candidat       | Candidat             | Parti          | Premier tour | Premier tour | Second tour | Second tour |  |
| Candidat       | Candidat             | Parti          | Voix         | %            | Voix        | %           |  |
| -------------- | -------------------- | -------------- | ------------ | ------------ | ----------- | ----------- |  |
|                | Roger Goemaere élu   | UNR-UDT        | 11 512       | 32,28        | 15 697      | 38,05       |  |
|                | André Burlot sortant | MRP            | 10 785       | 30,24        | 12 674      | 30,72       |  |
|                | Fernand Jupeau       | PCF            | 8 306        | 23,29        | 12 885      | 31,23       |  |
|                | Jean Renaudin        | PSU            | 4 292        | 12,03        | Retrait     | Retrait     |  |
|                | André Mallet         | UFF            | 771          | 2,16         |             |             |  |
|                |                      |                |              |              |             |             |  |
| Inscrits       | Inscrits             | Inscrits       | 55 569       | 100,00       | 56 523      | 100,00      |  |
| Abstentions    | Abstentions          | Abstentions    | 18 228       | 32,8         | 13 967      | 24,71       |  |
| Votants        | Votants              | Votants        | 37 341       | 67,2         | 42 556      | 75,29       |  |
| Blancs et nuls | Blancs et nuls       | Blancs et nuls | 1 675        | 4,49         | 1 300       | 3,05        |  |
| Exprimés       | Exprimés             | Exprimés       | 35 666       | 95,51        | 41 256      | 96,95       |  |

#### Deuxième circonscription (Romorantin-Lanthenay)
| Candidat       | Candidat           | Parti          | Premier tour | Premier tour | Second tour | Second tour |  |
| Candidat       | Candidat           | Parti          | Voix         | %            | Voix        | %           |  |
| -------------- | ------------------ | -------------- | ------------ | ------------ | ----------- | ----------- |  |
|                | Jacques Thyraud    | UNR-UDT        | 12 342       | 35,03        | 18 445      | 47,68       |  |
|                | Kléber Loustau élu | SFIO           | 9 057        | 25,71        | 20 243      | 52,32       |  |
|                | Bernard Paumier    | PCF            | 7 752        | 22           | Retrait     | Retrait     |  |
|                | Georges Daudu      | CNIP           | 4 901        | 13,91        | Retrait     | Retrait     |  |
|                | Antoine de Briey   | Modérés        | 1 178        | 3,34         |             |             |  |
|                |                    |                |              |              |             |             |  |
| Inscrits       | Inscrits           | Inscrits       | 53 387       | 100,00       | 53 381      | 100,00      |  |
| Abstentions    | Abstentions        | Abstentions    | 17 103       | 32,04        | 13 377      | 25,06       |  |
| Votants        | Votants            | Votants        | 36 284       | 67,96        | 40 004      | 74,94       |  |
| Blancs et nuls | Blancs et nuls     | Blancs et nuls | 1 054        | 2,9          | 1 316       | 3,29        |  |
| Exprimés       | Exprimés           | Exprimés       | 35 230       | 97,1         | 38 688      | 96,71       |  |

#### Troisième circonscription (Vendôme)
| Candidat       | Candidat              | Parti          | Premier tour | Premier tour | Second tour | Second tour |  |
| Candidat       | Candidat              | Parti          | Voix         | %            | Voix        | %           |  |
| -------------- | --------------------- | -------------- | ------------ | ------------ | ----------- | ----------- |  |
|                | Pierre Mahias sortant | MRP            | 9 759        | 32,04        | 17 107      | 49,01       |  |
|                | Gérard Yvon élu       | SFIO           | 8 230        | 27,02        | 17 796      | 50,99       |  |
|                | Georges Domengié      | UNR-UDT        | 6 157        | 20,21        | Retrait     | Retrait     |  |
|                | Roger Leclerc         | PCF            | 5 139        | 16,87        | Retrait     | Retrait     |  |
|                | Victor Vaury          | UFF            | 705          | 2,31         |             |             |  |
|                | Jean Bidault          | Radsoc         | 469          | 1,54         |             |             |  |
|                |                       |                |              |              |             |             |  |
| Inscrits       | Inscrits              | Inscrits       | 49 380       | 100,00       | 49 377      | 100,00      |  |
| Abstentions    | Abstentions           | Abstentions    | 17 699       | 35,84        | 12 978      | 26,28       |  |
| Votants        | Votants               | Votants        | 31 681       | 64,16        | 36 399      | 73,72       |  |
| Blancs et nuls | Blancs et nuls        | Blancs et nuls | 1 222        | 3,86         | 1 496       | 4,11        |  |
| Exprimés       | Exprimés              | Exprimés       | 30 459       | 96,14        | 34 903      | 95,89       |  |